# Аврам-Янку (Вирфуріле, Арад)
Аврам-Янку (рум. Avram Iancu) — село у повіті Арад в Румунії. Входить до складу комуни Вирфуріле.
Село розташоване на відстані 351 км на північний захід від Бухареста, 92 км на схід від Арада, 98 км на південний захід від Клуж-Напоки, 116 км на північний схід від Тімішоари.

## Населення
За даними перепису населення 2002 року у селі проживали 756 осіб, з них 755 осіб (99,9%) румунів. Рідною мовою 755 осіб (99,9%) назвали румунську.